# Daibucu
Daibucu (japanski: 大仏) (u tradicionalnoj ortografiji 大佛) je japanska riječ koja doslovno znači "Veliki Buda", a odnosi se na tip golemih brončanih kipova Gotama Bude (tzv. Orijaški Buda). Na zapadu se ovaj pojam većinom koristio za Velikog Budu iz Kamakure po popularnoj pjesmi "Buda kod Kamakure" od Rudyarda Kiplinga, ali u Japanu, on se češće odnosi na Velikog Budu (Tōdai-ji) u gradu Nari, koja je veća skulptura.

## Popis Daibucua
- Buda Rošana ili Tōdai-ji Daibucu, 14.98 metara visok (s postoljem 18 metara) iz 752. godine.
- Buda iz Kamakure (Kōtoku-in), 13.35 metara visok iz 1260. godine.
- Echizen Veliki Buda, 17 metara visok[1]
- Gifu Buda, 13.7 metara visok, Shōhō-ji, Gifu[2]
- Ushiku Daibucu, u pokrajini Ibaraki, 120 metara visok s postoljem od 10 metara – najveći daibucu na svijetu, ali i najviša skulptura na svijetu.
- Takaoka u pokrajini Toyama visok je 15.85 metara, ali s postoljem koji čini polovicu visine.
- Daibucu iz Hōkō-jija u Kyotu (16. – 20. stoljeće) je uništen u seriji potresa i požara i nije obnovljen od 1970-tih.
- Daibucu iz Nihon-jia u Nokogiriyami, pokrajina Chiba, izgrađen 1783. i obnovljen 1969. godine, je najveći kameni (isklesani) daibucu, visine 31.05 metara, u Japanu.

## Orijaški Buda
"Prošli smo kroz vrata", stoji u jednom starom putnom izvještaju, "i tada se pred nama uzdigao dostojanstveni božanski kip u svom mjedenom miru, prvorazredna umjetnina, sačinjena prije 600 godina. U čitavu tom golemom liku počiva dostojanstvo koje je teško opisati Zamisao, u sebe samu zatvorena, apsolutna, i stoga svake strasti lišena, svemoćne snage, majstorski je izrađena u držanju i izrazu onog koji kraljevskim dostojanstvom iz poluzatvorenih očiju gleda dolje preda se."
Slično djeluje orijaški Buda iz Kamakure u Japanu i na današnje putnike. Kad sunce zalazi, pokazuje svoje pravo lice. Tako govore Japanci i u pravu su. Ogromni brončani Buda najjasnije u sutonskom osvjetljenju zrači mir nadzemaljske sigurnosti onog na kojeg se ne može utjecati. Čovjek, koji poput nekog patuljastog bića stoji ispred 14 m visokoga giganta, zaboravlja na nekoliko trenutaka u kojem vremenu živi. Postoje dva orijaška kipa Gotama Bude, kojega Japanci nazivaju Budsu, na japanskom tlu. Stariji se nalazi u samostanu Todaijiri u Nari i visok je 16 m. Svoj postanak zahvaljuje carevu zavjetu. Još se zna da su pri lijevanju kipa utrošili 18.656 hvati drvenog uglja, da je za pozlatu trebalo 10.446 unci zlata, da je za radove bio odgovoran Kuninaka no Murai Kimimaro, unuk nekog doseljenog Kineza. Ali više se ne zna kako je taj Daibutsu prvobitno izgledao. Tokom stoljeća bio je četiri puta djelomično uništen i ponovno obnovljen. Samo lotosovo sjedalo s promjerom od 21 m potječe iz prvotnog vremena. Kip sam ocjenjuju povjesničari umjetnosti, kakav je u sadašnjem obliku i koji potječe iz godina 1701. – 1708., kao "odvratnu i smiješnu karikaturu".
Daibutsu u Nari tako reći je otac brončanog Bude iz Kamakure. Minamoto no Yoritomo, prvi između japanskih Šoguna, probio se unutarnjom politikom pobijedivši protivničku partiju "Taira". Godine 1185. preuzeo je Šogun, kojega je narod nazivao "Vrhovnim pobjednikom Barbara", upravu nad zemljom. Kamakura se razvio u moćnu rezidenciju. Procvale su znanosti i umjetnosti. To je razdoblje ušlo u japansku povijest umjetnosti. Minamoto no Yoritomo kanio je slomiti nadmoć Nara kao umjetničkoga grada -još i danas se o tom gradu govori kao o "Rimu budizma". Ali za to je bio potreban i jedan Budin kip dorastao onom Daibutsu u Nari. Kiparu Ono Goroemonu zapovjedili su da ga mora stvoriti. Godine 1252. završio je odljev. Kamakura, stoljeće i po sjedište Šoguna vladavine (1192. – 1333.) time je dokazao i u pogledu umjetnosti svoju prevlast. Daibutsu stoluje ne lotosovu sjedištu, a postolje je u obliku terase, svemu tome vode stepenice. Brončani dijelovi i ploče iz kojih je kip satvoren debljine su i do 10 cm. Samo obraz je visok 3 m. Udaljenost od jednog koljena do drugog iznosi lim. Dva prozora na stražnjoj strani omogućuju da se dođe u unutrašnjost lika. Prije je Daibutsu bio smješten u nekoj prostoriji, a to je još i danas slučaj s Budom u Nari. Oko svetinje uzdizali su se hramovi i palače. Požari i tajfuni tokom su stoljeća sve te drvene građevine pokrili krhotinama i pepelom. Glavni grad Kamakura, nekoć ponosna metropola, čije je stanovništvo brojalo na stotine tisuća ljudi, nije preživjelo japanski srednji vijek. Samo još Daibutsu svjedoči o nekadašnjoj veličini. Tamo od godine 1495. stoluje pod otvorenim nebom. Bronca se tokom stoljeća obojila crnasto-zeleno.
Njemački putnik P. G. Heims došao je tik pred mijenu stoljeća u Kamakuru. Našao je ispred terase za postolje Dai-butsa neka ulazna vrata, što su bila zaštićena čuvarima natprirodne veličine "u obliku crveno obojenih kumira, odvratno iscerenih". Na crvenom laku bilo je nebrojeno bijelih točkica. Heims je ispitao uzrok tome: "Tko ovamo dođe da nešto zatraži od kumira, kod kuće napiše svoju molitvu na papir koji se na tom mjestu prožvače i pljune na kumira. Ako papir ostane prilijepljen, tada je molitva uslišana. Neki su bili kadri svoju molbu ispljunuti sve do čela nacerena lika."
Heims je prošao put iz Tokija do Kamakure, nešto preko 50 km, rikšom. Jedan je kuli vukao kolica, a drugi gurao. Mora da je to bilo mučno putovanje. Danas vodi iz Tokija električna brza željeznica do Kamakure. Za ljude Tokija posjet Budinom kipu nedjeljni je izlet. Ali, možda ih još i više privlači susjedna "japanska rivijera". Zaljev Sagami popularno je odmaralište.